# Carrer del Comte (Manlleu)
El Carrer del Comte és una obra del municipi de Manlleu (Osona) inclosa en l'Inventari del Patrimoni Arquitectònic de Catalunya.

## Descripció
El carrer del Comte conserva molts elements que formaven part de les cases dels segles XVI-XVIII, ara reformades i adaptades a les necessitats actuals. Es pot considerar un conjunt arquitectònic, tant perquè manté el traçat del carrer (element urbanístic) com perquè cada una de les cases presenta un element (llinda, ràfec, portalada, finestra...) que el vincula a l'època del barroc.

## Història
El carrer del Comte és un carrer interior al recinte emmurallat de Dalt Vila, paral·lel a la línia exterior de la muralla. El considerem un conjunt arquitectònic ple d'elements (finestres, llindes, portalades, ràfecs de teulada, paraments) que el vinculen a la transformació de la ciutat de l'època del barroc, però que no sofrí els canvis arquitectònics propis de l'època de la industrialització (s.XIX-XX) que transformaren Baix Vila (part de la ciutat vinculada al Ter i les indústries tèxtils). Actualment, les cases han estat restaurades, majoritàriament però conservant i restaurant els elements barrocs que encara es conserven.